# Charcot Ridge
Koordinaten: 66° 50′ S, 165° 30′ O
Gunnerus Ridge ist ein Tiefseerücken in der Somow-See weit vor der Oates-Küste des ostantarktischen Viktorialands.
Benannt ist er seit 1995 nach dem französischen Polarforscher Jean-Baptiste Charcot (1867–1936), Leiter zweier Antarktisexpeditionen.